# Buenaventura Chumillas Laguía
Buenaventura o Ventura Chumillas Laguía (Villarrobledo, 1873 - Buenos Aires, 1943) fue un poeta, periodista, ensayista, filósofo y novelista español residente en Argentina que desarrolló gran parte de su obra en Argentina.

## Biografía
Cursó sus estudios en los Seminarios de Murcia, Valencia y Toledo. Antes de acabar la carrera de Teología ingresó en la Orden Franciscana y se ordenó sacerdote el 19 de marzo de 1899. Fue profesor de Filosofía en el Colegio Seráfico de Cehegín En 1900 pidió a la Santa Sede su exclaustración. En 1902 marchó a la capital argentina donde cultivó con éxito sus aficiones literarias, protegido por el también villarrobletano Juan González de Salazar, Secretario de la Embajada de España en ese país. 
En Buenos Aires fue capellán de Santa Lucía, de la Inmaculada Concepción, del Asilo San Miguel y de Las Teresas. En 1913 volvió a su ciudad natal para participar en el sepelio de su gran amigo Octavio Cuartero, y escribió, en 1917, una emocionada biografía.

## Obra
- Un Manchego Ilustre. Estudio Crítico Biográfico del Excelentísimo Señor Don Octavio Cuartero y Cifuentes (1917)
- Literatos y Tópicos Españoles (1924)
- De República Hispana; Crítica Retrospectiva, Política, Social y Literaria (1929)
- Letras Argentinas (Crítica Literaria) (1930)
- Crónicas y Críticas Literarias (1936)
- ¿Es Don José Ortega y Gasset un Filósofo Propiamente Dicho? (1940)
- Filósofos y Literatos (1941)